# Veja o Gordo
Veja o Gordo é um programa humorístico da televisão brasileira exibido pelo SBT entre 1988 e 1990. Apresentado pelo humorista Jô Soares, este programa era a continuação do Viva o Gordo, da TV Globo. Contava com esquetes estreladas por artistas convidados e personagens criados e interpretados por Jô, que no mesmo ano (1988), ganhou um programa no estilo late-night talk-show, também no SBT, mas continuou com o Veja o Gordo até o início de 1990. Como seu antecessor, o programa era exibido às noites de segunda-feira.
O SBT reexibiu alguns episódios do programa em formato de maratona na madrugada de 5 para 6 de agosto de 2022, como uma forma de homenagear o humorista, que faleceu no mesmo dia.

## Abertura
A abertura de Veja o Gordo mostrava Jô "interagindo" com várias personalidades, a maioria políticos, por via do chroma key, ao mesmo estilo de seu antecessor. Ao fim, Jô faz menção ao fato de ter se mudado para a então TVS/SBT. Ele ficava "ao fundo" do então senador Mário Covas (PSDB-SP). Jô, então, apontava para um microfone da Globo e fazia um sinal negativo. Do lado oposto, ele apontava para um microfone da TVS/SBT e fazia um sinal positivo. No final, Covas, supostamente, ria do que acontecera "atrás" dele.

## Personagens
Entre os principais personagens do programa, estavam jornalista “Lilia Bife Quibe”, que apresentava o programa fictício “Gordo Economia”; “Dona Cloé”, gerente de uma agência bancária, que zelava pelo dinheiro dos clientes; “Wahington e Jefferson”, dois encanadores que "entravam pelo cano"; entre outros.
Faziam parte do elenco nomes como Sônia Lima, Drica Lopes, Eliezer Motta, Carlos Capelletti, Marlene Silva, Paulo Celestino Filho, Bia Nunes, e Alexandre Régis. A programa tinha redação de Max Nunes, Jô Soares e Hilton Marques, e direção-geral de Willen Van Weerelt.